# Chaîne Harold-Byrd
La chaîne Harold-Byrd (en anglais : Harold-Byrd Mountains), ou simplement chaîne Byrd, est un massif montagneux de la chaîne de la Reine-Maud, dans la chaîne Transantarctique, en Antarctique. Son point culminant est le mont Mahan à 1 260 mètres d'altitude dans les monts Bender. Elle se compose de petits groupes montagneux et de nunataks dominés par le plateau Stanford de l'escarpement Watson, entre le glacier Leverett à l'ouest et le glacier Reedy à l'est, en bordure de la plateforme de glace de Ross.

## Sommets principaux
- Mont Mahan, 1 260 m
- Mont Fiedler, 1 140 m
- Pic Gallaher, 1 004 m
- Nunatak Racine, 960 m
- Pic Faden, 920 m
- Mont Manke, 900 m

## Histoire
La chaîne Harold-Byrd est découverte en décembre 1929 par l'équipe de géologues de l'expédition Byrd menée par Laurence Gould. Elle est nommée par Richard E. Byrd en l'honneur de son cousin David Harold Byrd, qui a acheté et fournit les fourrures pour l'expédition.